# Crystallotesta neofagi
Crystallotesta neofagi är en insektsart som beskrevs av Henderson, Hodgson in och Hodgson 2000. Crystallotesta neofagi ingår i släktet Crystallotesta och familjen skålsköldlöss. Inga underarter finns listade i Catalogue of Life.